# Steve McCurry

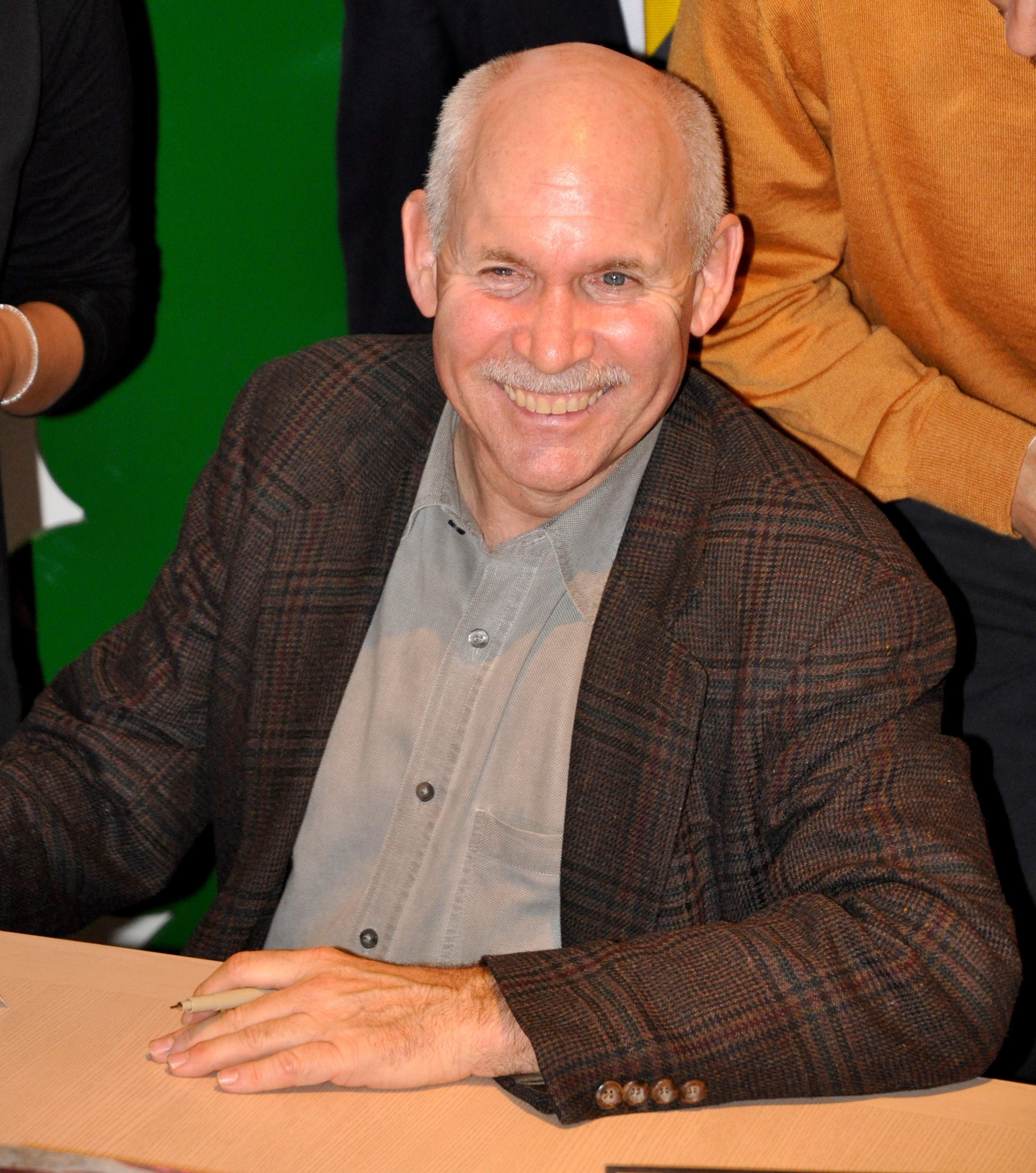
Steve McCurry w 2009

Steve McCurry (ur. 23 kwietnia 1950, Filadelfia) – amerykański fotoreporter, który międzynarodową sławę zyskał przede wszystkim dzięki swemu zdjęciu „Afgańska dziewczyna”, po raz pierwszy opublikowanym na okładce magazynu National Geographic w czerwcu 1985 roku.

## Fotoreporter
Karierę fotoreportera McCurry rozpoczął pracując w Afganistanie podczas wojny afgańsko-sowieckiej, gdzie musiał pracować pod przykrywką, nosząc lokalne stroje oraz przemycać naświetlone już filmy, zaszyte w swych ubraniach. Jego fotografie z tamtego okresu były jednymi z pierwszych, jakie pojawiły się w międzynarodowych mediach, dzięki czemu między innymi były szeroko publikowane. Jego prace zostały nagrodzone złotym medalem Roberta Capy za fotoreportaż zagraniczny. Później McCurry pracował również przy wojnie iracko-irańskiej, konflikcie w Bejrucie, Kambodży, na Filipinach, podczas pierwszej wojny w Zatoce Perskiej oraz interwencji wojsk NATO w Afganistanie. Zdjęcia McCurry’ego są publikowane w magazynach na całym świecie, bardzo często współpracuje on z National Geographic. Od 1986 jest członkiem prestiżowej organizacji Magnum Photos.

## Afgańska dziewczyna
Najbardziej znaną fotografią McCurrego jest „Afgańska dziewczyna”, przedstawiająca pierwotnie nieznaną z imienia i nazwiska młodą kobietę. McCurry wykonał to zdjęcie w 1984 roku w pakistańskim obozie uchodźców Nasir Bagh. Twarz dziewczyny stała się znana całemu światu za sprawą opublikowania jej zdjęcia na okładce National Geographic w czerwcu 1985, później fotografia była wykorzystywana przez Amnesty International w wydawanych przez tę organizację broszurach, plakatach i kalendarzach. Po 18 latach Steve McCurry, wraz z ekipą National Geographic, zidentyfikował kobietę jako Sharbat Gulę.
Pomimo że McCurry robi zdjęcia zarówno za pomocą aparatów cyfrowych, jak i analogowych, często preferuje przezrocza. Obecnie mieszka w Nowym Jorku. Poza pracą fotoreportera prowadzi weekendowe kursy fotograficzne, jak również rozszerzone dwutygodniowe kursy w Azji.